# Rechtsgrundverweisung
Der Begriff der Rechtsgrundverweisung bezeichnet in der Rechtswissenschaft einen Verweis von einer Rechtsnorm auf eine andere Norm (Zielnorm).
Eine Rechtsgrundverweisung liegt vor, wenn nicht nur auf die Rechtsfolge, sondern auch auf den Tatbestand (den Rechtsgrund) der anderen Norm verwiesen wird. Deshalb müssen bei dieser Art der Verweisung zusätzlich auch die Voraussetzungen der Norm, auf die verwiesen wird, gegeben sein, damit deren Rechtsfolgen eintreten.
Wird dagegen nur auf die Rechtsfolge der anderen Norm verwiesen, so spricht man von einer Rechtsfolgenverweisung.
Beispiele:
- nach h. M. stellt die in § 254 Abs. 2 S. 2 BGB erfolgte Verweisung auf § 278 eine Rechtsgrundverweisung  dar, mit der Folge, dass für ein Mitverschulden des Schuldners durch ein ihm zuzurechnendes Verhalten des Dritten eine Sonderverbindung im Sinne des § 278 BGB zwischen dem Schuldner und dem Dritten notwendig sein muss.
- § 437 BGB zählt zwar die möglichen Rechte eines Käufers in Gewährleistungsfällen auf, stellt aber dennoch keine eigenen Anspruchsgrundlagen dar. Diese ergeben sich erst, in Form einer Rechtsgrundverweisung, durch die in § 437 BGB aufgezählten Normen.[1]
- § 531 Abs. 2 BGB[2]
- § 635 Abs. 4 BGB stellt unter Auslegung des Wortlauts „nach Maßgabe“, welche als „unter den Voraussetzungen“ zu verstehen ist, eine Rechtsgrundverweisung dar[3]
- § 951 Abs. 1 BGB („Wer … einen Rechtsverlust erleidet, kann … Vergütung in Geld nach den Vorschriften über die Herausgabe einer ungerechtfertigten Bereicherung fordern.“) ist eine Rechtsgrundverweisung auf §§ 812 ff. BGB, da für den Eintritt der Rechtsfolge zusätzlich einer der Tatbestände dieser Paragraphen verwirklicht sein muss.[4]
- § 992 BGB („Hat sich der Besitzer …, so haftet er dem Eigentümer nach den Vorschriften über den Schadensersatz wegen unerlaubter Handlungen.“) als Rechtsgrundverweisung auf das Schadensersatzrecht der § 823 ff. BGB.
- § 1301 S. 1 BGB[5] (strittig, anderer Ansicht nach Rechtsfolgenverweisung[6])

Ein Beispiel einer partiellen Rechtsgrundverweisung ist der Verweis auf die Geschäftsführung ohne Auftrag im Rahmen des Anspruchs auf Verwendungsersatz des § 994 Abs. 2 BGB. Dieser Verweis ist ein partieller Rechtsgrundverweis, da ein Fremdgeschäftsführungswille im Sinne des § 687 Abs. 1 und 2 BGB bei der Vornahme von Verwendungen nicht erforderlich ist. Es müssen allerdings die weiteren Voraussetzungen des Geschäftsführung ohne Auftrag dennoch vorliegen.